# Estação Uralhskaia
Uralhskaia (em russo:  Уральская) é uma das estaçôes da linha Uralhskaia (Linha Verde) do Metro de Ecaterimburgo, na Rússia. Estação «Uralhskaia» está localizada entre as estaçôes «Machinostroitelei» e «Dínamo».

## Ligaçôes externas
- «Metro de Ecaterimburgo, site oficial.» (em russo)